# Serie B 1987-1988 (hockey su pista)
La Serie B 1987-1988 è il torneo di terzo livello del campionato italiano di hockey su pista per la stagione 1987-1988.

## Girone A

### Squadre partecipanti
Fonte per i marcatori: comunicato ufficiale n. 94 della FIHP in data 30 giugno 1988.
| Club                | Stag.    | Città                      | Impianto           | Cannoniere                             |
| ------------------- | -------- | -------------------------- | ------------------ | -------------------------------------- |
| Amatori Novara      | dettagli | Novara                     | Palasport          | Pietro Arlone (23)                     |
| Audaces 83          | dettagli | Vercelli                   | PalaIsola          | Stefano Orso (20)                      |
| Don Piero Carpenedo | dettagli | Breganze (VI)              | Palestra Don Bosco | Sante Saccardo e Rinaldo Veronese (24) |
| Fincantieri Monf.   | dettagli | Monfalcone (GO)            | Palestra Comunale  | Alessandro Galli (42)                  |
| G.Pico Mirandola    | dettagli | Mirandola (MO)             | Palestra Valli     | Carlo Pignatti (36)                    |
| Montecchio P.       | dettagli | Montecchio Precalcino (VI) | Palasport          | Mariano Guerra (24)                    |
| Rollen Pordenone    | dettagli | Pordenone                  | PalaMarmi          | Piero Mio (34)                         |
| Rotellistica Novara | dettagli | Novara                     | Palasport          | Massimo Osenga (45)                    |
| Scandianese         | dettagli | Scandiano (RE)             | PalaRegnani        | Nicola Soncini (36)                    |
| Tricolore           | dettagli | Correggio (RE)             | PalaPietri         | Andrea Ferretti (72)                   |

### Classifica finale
|  | Pos. | Squadra                | Pt | G  | V  | N | P  | GF  | GS  | DR   |
|  | ---- | ---------------------- | -- | -- | -- | - | -- | --- | --- | ---- |
|  | 1.   | Tricolore              | 30 | 18 | 14 | 2 | 2  | 167 | 90  | +77  |
|  | 2.   | Don Piero Carpenedo    | 25 | 18 | 11 | 3 | 4  | 122 | 94  | +28  |
|  | 3.   | Rotellistica Novara    | 24 | 18 | 11 | 2 | 5  | 150 | 98  | +52  |
|  | 4.   | Rollen Pordenone       | 21 | 18 | 9  | 3 | 6  | 111 | 81  | +30  |
|  | 5.   | Scandianese            | 19 | 18 | 9  | 1 | 8  | 110 | 98  | +12  |
|  | 6.   | Fincantieri Monf. (-1) | 18 | 18 | 9  | 1 | 8  | 115 | 101 | +14  |
|  | 7.   | Amatori Novara         | 15 | 18 | 7  | 1 | 10 | 100 | 140 | -40  |
|  | 8.   | Montecchio P.          | 13 | 18 | 6  | 1 | 11 | 107 | 147 | -40  |
|  | 9.   | Audaces 83             | 10 | 18 | 4  | 2 | 12 | 85  | 115 | -30  |
|  | 10.  | G.Pico Mirandola       | 4  | 18 | 2  | 0 | 16 | 102 | 205 | -103 |

Legenda:
      Promosso in Serie A2 1988-1989.
      Retrocesso in Serie C 1988-1989.
Note:
Due punti a vittoria, uno a pareggio, zero a sconfitta.
In caso di arrivo di due o più squadre a pari punti, la graduatoria finale verrà stilata secondo la classifica avulsa tra le squadre interessate che prevede, in ordine, i seguenti criteri:
- Punti negli scontri diretti.
- Differenza reti negli scontri diretti.
- Differenza reti generale.
- Reti realizzate in generale.
- Sorteggio.

Fincantieri penalizzato di un punto.

### Risultati

#### Tabellone
Compilato esclusivamente con risultati pubblicati dalla FIHP.
| Gir.A 1987-1988        | AmNo | Auda | DonC | Finc | GPic | Mont | RolP | RotN | RotS | Tric  |
| ---------------------- | ---- | ---- | ---- | ---- | ---- | ---- | ---- | ---- | ---- | ----- |
| Amatori Novara         | –––– | 4-3  | 3-4  | 8-5  | 9-5  | 12-9 | 2-12 | 4-2  | 4-6  | 13-10 |
| Audaces 83             | 2-2  | –––– | 5-5  | 11-3 | 5-4  | 3-7  | 2-7  | 8-12 | 5-4  | 3-10  |
| Don Piero Carpenedo    | 12-5 | 9-6  | –––– | 5-4  | 8-5  | 8-7  | 8-5  | 7-7  | 4-6  | 8-10  |
| Fincantieri Monfalcone | 9-2  | 4-3  | 3-3  | –––– | 17-9 | 3-5  | 5-7  | 9-5  | 3-5  | 7-5   |
| "G.Pico" Mirandola     | 11-7 | 3-14 | 6-11 | 7-11 | –––– | 6-8  | 4-13 | 5-16 | 9-8  | 3-19  |
| Montecchio Precalcino  | 5-9  | 3-5  | 4-8  | 4-11 | 11-4 | –––– | 7-6  | 8-14 | 5-3  | 2-11  |
| Rollen Pordenone       | 9-3  | 3-1  | 1-5  | 8-7  | 10-3 | 4-4  | –––– | 3-6  | 7-2  | 3-3   |
| Rotellistica Novara    | 18-5 | 3-2  | 3-6  | 3-4  | 12-4 | 12-6 | 3-3  | –––– | 9-6  | 5-5   |
| Rot. Scandianese       | 7-4  | 10-2 | 7-5  | 3-4  | 9-5  | 11-6 | 5-5  | 5-4  | –––– | 5-7   |
| Tricolore              | 11-4 | 13-5 | 7-6  | 2-0  | 17-3 | 14-3 | 8-5  | 8-7  | 7-5  | ––––  |

#### Calendario
| Andata (1ª) | Andata (1ª) | Prima giornata                            | Ritorno (10ª) | Ritorno (10ª) |
|             |             |                                           |               |               |
| 16 gen.     | 12-9        | Amatori Novara-Montecchio                 | 9-5           | 19 mar.       |
| 16 gen.     | 7-7         | Don Carpenedo-Rotellistica Novara         | 3-3           | 19 mar.       |
| 16 gen.     | 4-3         | Fincantieri-Audaces 83                    | 3-11          | 19 mar.       |
| 16 gen.     | 7-2         | Rollen Pordenone-Rotellistica Scandianese | 5-5           | 19 mar.       |
| 16 gen.     | 17-3        | Tricolore-G.Pico Mirandola                | 19-6          | 19 mar.       |

| Andata (2ª) | Andata (2ª) | Seconda giornata                     | Ritorno (11ª) | Ritorno (11ª) |
|             |             |                                      |               |               |
| 23 gen.     | 2-7         | Audaces 83-Rollen Pordenone          | 1-3           | 26 mar.       |
| 23 gen.     | 3-11        | G.Pico Mirandola-Don Piero Carpenedo | 5-8           | 26 mar.       |
| 23 gen.     | 2-11        | Montecchio-Tricolore                 | 3-14          | 26 mar.       |
| 23 gen.     | 18-5        | Rotellistica Novara-Amatori Novara   | 2-4           | 26 mar.       |
| 23 gen.     | 3-4         | Rotellistica Scandianese-Fincantieri | 5-6           | 26 mar.       |

| Andata (3ª) | Andata (3ª) | Terza giornata                               | Ritorno (12ª) | Ritorno (12ª) |
|             |             |                                              |               |               |
| 30 gen.     | 2-12        | Amatori Novara-Rollen Pordenone              | 3-9           | 2 apr.        |
| 30 gen.     | 4-6         | Don Piero Carpenedo-Rotellistica Scandianese | 5-7           | 2 apr.        |
| 30 gen.     | 9-5         | Fincantieri-Rotellistica Novara              | 4-6           | 2 apr.        |
| 30 gen.     | 6-8         | G.Pico Mirandola-Montecchio                  | 4-11          | 2 apr.        |
| 30 gen.     | 13-5        | Tricolore-Audaces 83                         | 10-3          | 2 apr.        |

| Andata (4ª) | Andata (4ª) | Quarta giornata                         | Ritorno (13ª) | Ritorno (13ª) |
|             |             |                                         |               |               |
| 6 feb.      | 5-4         | Audaces 83-G.Pico Mirandola             | 14-6          | 19 apr.       |
| 6 feb.      | 3-3         | Fincantieri-Don Piero Carpenedo         | 4-5           | 19 apr.       |
| 6 feb.      | 3-3         | Rollen Pordenone-Tricolore              | 5-8           | 19 apr.       |
| 6 feb.      | 12-6        | Rotellistica Novara-Montecchio          | 14-8          | 19 apr.       |
| 6 feb.      | 7-4         | Rotellistica Scandianese-Amatori Novara | 3-4           | 19 apr.       |

| Andata (5ª) | Andata (5ª) | Quinta giornata                     | Ritorno (14ª) | Ritorno (14ª) |
|             |             |                                     |               |               |
| 13 feb.     | 8-5         | Amatori Novara-Fincantieri          | 2-9           | 16 apr.       |
| 13 feb.     | 8-12        | Audaces 83-Rotellistica Novara      | 2-6           | 16 apr.       |
| 13 feb.     | 4-13        | G.Pico Mirandola-Rollen Pordenone   | 3-10          | 16 apr.       |
| 13 feb.     | 5-3         | Montecchio-Rotellistica Scandianese | 3-11          | 16 apr.       |
| 13 feb.     | 7-6         | Tricolore-Don Piero Carpenedo       | 10-8          | 16 apr.       |

| Andata (6ª) | Andata (6ª) | Sesta giornata                               | Ritorno (15ª) | Ritorno (15ª) |
|             |             |                                              |               |               |
| 20 feb.     | 9-5         | Amatori Novara-G.Pico Mirandola              | 7-11          | 23 apr.       |
| 20 feb.     | 9-6         | Don Piero Carpenedo-Audaces 83               | 5-5           | 23 apr.       |
| 20 feb.     | 7-5         | Fincantieri-Tricolore                        | 0-2           | 23 apr.       |
| 20 feb.     | 4-4         | Rollen Pordenone-Montecchio                  | 3-7           | 23 apr.       |
| 20 feb.     | 5-4         | Rotellistica Scandianese-Rotellistica Novara | 3-9           | 23 apr.       |

| Andata (7ª) | Andata (7ª) | Settima giornata                     | Ritorno (16ª) | Ritorno (16ª) |
|             |             |                                      |               |               |
| 27 feb.     | 2-2         | Audaces 83-Amatori Novara            | 3-4           | 30 apr.       |
| 27 feb.     | 7-11        | G.Pico Mirandola-Fincantieri         | 9-17          | 30 apr.       |
| 27 feb.     | 4-8         | Montecchio-Don Piero Carpenedo       | 7-8           | 30 apr.       |
| 27 feb.     | 6-3         | Rotellistica Novara-Rollen Pordenone | 3-3           | 30 apr.       |
| 27 feb.     | 7-5         | Tricolore-Rotellistica Scandianese   | 7-5           | 30 apr.       |

| Andata (8ª) | Andata (8ª) | Ottava giornata                           | Ritorno (17ª) | Ritorno (17ª) |
|             |             |                                           |               |               |
| 5 mar.      | 3-4         | Amatori Novara-Don Piero Carpenedo        | 5-12          | 7 mag.        |
| 5 mar.      | 3-5         | Montecchio-Audaces 83                     | 7-3           | 7 mag.        |
| 5 mar.      | 8-7         | Rollen Pordenone-Fincantieri              | 7-5           | 7 mag.        |
| 5 mar.      | 5-5         | Rotellistica Novara-Tricolore             | 7-8           | 7 mag.        |
| 5 mar.      | 9-5         | Rotellistica Scandianese-G.Pico Mirandola | 8-9           | 7 mag.        |

| \| Andata (9ª) \| Andata (9ª) \| Nona giornata \| Ritorno (18ª) \| Ritorno (18ª) \| \| \| \| \| \| \| \| 12 mar. \| 5-4 \| Audaces 83-Rotellistica Scandianese \| 2-10 \| 14 mag. \| \| 12 mar. \| 8-5 \| Don Piero Carpenedo-Rollen Pordenone \| 5-1 \| 14 mag. \| \| 12 mar. \| 6-5 \| Fincantieri-Montecchio \| 11-4 \| 14 mag. \| \| 12 mar. \| 5-16 \| G.Pico Mirandola-Rotellistica Novara \| 4-12 \| 14 mag. \| \| 12 mar. \| 11-4 \| Tricolore-Amatori Novara \| 10-13 \| 14 mag. \| |             |                                      |               |               |
| Andata (9ª) | Andata (9ª) | Nona giornata                        | Ritorno (18ª) | Ritorno (18ª) |
| |             |                                      |               |               |
| 12 mar. | 5-4         | Audaces 83-Rotellistica Scandianese  | 2-10          | 14 mag.       |
| 12 mar. | 8-5         | Don Piero Carpenedo-Rollen Pordenone | 5-1           | 14 mag.       |
| 12 mar. | 6-5         | Fincantieri-Montecchio               | 11-4          | 14 mag.       |
| 12 mar. | 5-16        | G.Pico Mirandola-Rotellistica Novara | 4-12          | 14 mag.       |
| 12 mar. | 11-4        | Tricolore-Amatori Novara             | 10-13         | 14 mag.       |

## Girone B

### Squadre partecipanti
Fonte per i marcatori: comunicato ufficiale n. 94 della FIHP in data 30 giugno 1988.
| Club            | Stag.    | Città           | Impianto                      | Cannoniere                 |
| --------------- | -------- | --------------- | ----------------------------- | -------------------------- |
| Croce Azzurra   | dettagli | Cosenza         | Palasport "Donnici"           | Mario Pepe (24)            |
| Garibaldi       | dettagli | Reggio Calabria | Palestra Catona               | Francesco Caputo (23)      |
| Grosseto        | dettagli | Grosseto        | Pala Casa Mora di Castiglione | Emilio Artini (19)         |
| Lucca           | dettagli | Lucca           | Pista "Ostello"               | José Luis Alba             |
| Matera          | dettagli | Matera          | Sportintenda                  | Cláudio Gomes Martins (27) |
| Mens Sana Siena | dettagli | Siena           | Palasport                     | Maurizio Crudeli (43)      |
| Molfetta        | dettagli | Molfetta (BA)   | Palazzetto dello Sport        | Girolamo Lobasso (44)      |
| Riachuelo       | dettagli | Rieti           | PalaSport di Antrodoco        | Fabio Catelli (24)         |
| Roll Prato      | dettagli | Prato (FI)      | Pattinodromo                  | Damiano Nicoletti (36)     |
| Salerno         | dettagli | Salerno         | Palasport a San Rufo          | Paolo D'Agostino (26)      |

### Classifica finale
|  | Pos. | Squadra         | Pt | G  | V  | N | P  | GF  | GS  | DR   |
|  | ---- | --------------- | -- | -- | -- | - | -- | --- | --- | ---- |
|  | 1.   | Mens Sana Siena | 33 | 18 | 16 | 1 | 1  | 158 | 55  | +103 |
|  | 2.   | Molfetta        | 33 | 18 | 16 | 1 | 1  | 145 | 57  | +92  |
|  | 3.   | Lucca           | 23 | 18 | 10 | 3 | 5  | 110 | 74  | +36  |
|  | 4.   | Salerno         | 23 | 18 | 10 | 3 | 5  | 100 | 66  | +34  |
|  | 5.   | Matera          | 19 | 18 | 8  | 3 | 7  | 96  | 89  | +7   |
|  | 6.   | Roll Prato (-1) | 16 | 18 | 7  | 3 | 8  | 119 | 114 | +5   |
|  | 7.   | Grosseto        | 15 | 18 | 5  | 5 | 8  | 94  | 102 | -8   |
|  | 8.   | Riachuelo (-1)  | 7  | 18 | 3  | 2 | 13 | 78  | 197 | -119 |
|  | 9.   | Croce Azzurra   | 6  | 18 | 2  | 2 | 14 | 72  | 132 | -60  |
|  | 10.  | Garibaldi       | 3  | 18 | 0  | 3 | 15 | 70  | 156 | -86  |

Legenda:
      Promosso in Serie A2 1988-1989.
      Retrocesso in Serie C 1988-1989.
Note:
Due punti a vittoria, uno a pareggio, zero a sconfitta.
In caso di arrivo di due o più squadre a pari punti, la graduatoria finale verrà stilata secondo la classifica avulsa tra le squadre interessate che prevede, in ordine, i seguenti criteri:
- Punti negli scontri diretti.
- Differenza reti negli scontri diretti.
- Differenza reti generale.
- Reti realizzate in generale.
- Sorteggio.

### Risultati

#### Tabellone
Compilato esclusivamente con risultati pubblicati dalla FIHP.
| Gir.B 1987-1988 | CrAz | Gari | Gros | Lucca | Mate | Mens | Molf | Riac | RolP  | Sale |
| --------------- | ---- | ---- | ---- | ----- | ---- | ---- | ---- | ---- | ----- | ---- |
| Croce Azzurra   | –––– | 6-5  | 4-5  | 2-6   | 4-4  | 2-7  | 4-5  | 0-2  | 8-7   | 4-7  |
| Garibaldi       | 5-5  | –––– | 7-8  | 3-8   | 3-5  | 3-15 | 3-10 | 4-4  | 3-7   | 4-4  |
| Grosseto        | 5-2  | 5-4  | –––– | 3-4   | 3-3  | 3-9  | 3-6  | 3-6  | 3-6   | 3-3  |
| Lucca           | 15-2 | 3-2  | 4-3  | ––––  | 5-8  | 4-4  | 4-5  | 2-0  | 9-6   | 5-2  |
| Matera          | 6-3  | 11-2 | 8-4  | 5-5   | –––– | 2-8  | 2-8  | 10-8 | 3-4   | 1-4  |
| Mens Sana Siena | 12-1 | 20-4 | 8-5  | 5-3   | 3-4  | –––– | 4-5  | 18-3 | 11-1  | 5-4  |
| Molfetta        | 18-7 | 16-1 | 7-3  | 4-3   | 5-2  | 2-5  | –––– | 14-0 | 7-1   | 4-2  |
| Riachuelo       | 9-8  | 3-5  | 7-16 | 6-15  | 6-14 | 2-11 | 4-19 | –––– | 10-16 | 0-16 |
| Roll Prato      | 9-8  | 12-5 | 9-7  | 5-5   | 4-3  | 4-6  | 3-6  | 16-3 | ––––  | 0-2  |
| Salerno         | 5-2  | 8-7  | 5-3  | 9-7   | 7-2  | 3-4  | 3-4  | 7-2  | 9-9   | –––– |

#### Calendario
| Andata (1ª) | Andata (1ª) | Prima giornata           | Ritorno (10ª) | Ritorno (10ª) |
|             |             |                          |               |               |
| 16 gen.     | 4-4         | Garibaldi-Riachuelo      | 5-6           | 19 mar.       |
| 16 gen.     | 5-2         | Grosseto-Croce Azzurra   | 5-4           | 19 mar.       |
| 16 gen.     | 4-5         | Mens Sana Siena-Molfetta | 5-2           | 19 mar.       |
| 16 gen.     | 5-5         | Roll Prato-Lucca         | 3-9           | 19 mar.       |
| 16 gen.     | 7-2         | Salerno-Matera           | 4-1           | 19 mar.       |

| Andata (2ª) | Andata (2ª) | Seconda giornata              | Ritorno (11ª) | Ritorno (11ª) |
|             |             |                               |               |               |
| 23 gen.     | 2-7         | Croce Azzurra-Mens Sana Siena | 1-12          | 26 mar.       |
| 23 gen.     | 4-3         | Lucca-Grosseto                | 4-3           | 26 mar.       |
| 23 gen.     | 11-2        | Matera-Garibaldi              | 5-3           | 26 mar.       |
| 23 gen.     | 7-1         | Molfetta-Roll Prato           | 3-3           | 26 mar.       |
| 23 gen.     | 0-16        | Riachuelo-Salerno             | 2-7           | 26 mar.       |

| Andata (3ª) | Andata (3ª) | Terza giornata            | Ritorno (12ª) | Ritorno (12ª) |
|             |             |                           |               |               |
| 30 gen.     | 3-8         | Garibaldi-Lucca           | 2-6           | 2 apr.        |
| 30 gen.     | 18-3        | Mens Sana Siena-Riachuelo | 11-2          | 2 apr.        |
| 30 gen.     | 18-7        | Molfetta-Croce Azzurra    | 5-4           | 2 apr.        |
| 30 gen.     | 4-3         | Roll Prato-Matera         | 4-6           | 2 apr.        |
| 30 gen.     | 3-3         | Grosseto-Salerno          | 3-5           | 2 apr.        |

| Andata (4ª) | Andata (4ª) | Quarta giornata         | Ritorno (13ª) | Ritorno (13ª) |
|             |             |                         |               |               |
| 6 feb.      | 3-7         | Garibaldi-Roll Prato    | 5-12          | 19 apr.       |
| 6 feb.      | 15-2        | Lucca-Croce Azzurra     | 3-2           | 19 apr.       |
| 6 feb.      | 8-4         | Matera-Grosseto         | 3-3           | 19 apr.       |
| 6 feb.      | 4-19        | Riachuelo-Molfetta      | 0-14          | 19 apr.       |
| 6 feb.      | 3-4         | Salerno-Mens Sana Siena | 4-5           | 19 apr.       |

| Andata (5ª) | Andata (5ª) | Quinta giornata            | Ritorno (14ª) | Ritorno (14ª) |
|             |             |                            |               |               |
| 13 feb.     | 4-4         | Croce Azzurra-Matera       | 3-6           | 16 apr.       |
| 13 feb.     | 5-4         | Grosseto-Garibaldi         | 8-7           | 16 apr.       |
| 13 feb.     | 11-1        | Mens Sana Siena-Roll Prato | 3-4           | 16 apr.       |
| 13 feb.     | 4-2         | Molfetta-Salerno           | 4-3           | 16 apr.       |
| 13 feb.     | 6-15        | Riachuelo-Lucca            | 0-2           | 16 apr.       |

| Andata (6ª) | Andata (6ª) | Sesta giornata            | Ritorno (15ª) | Ritorno (15ª) |
|             |             |                           |               |               |
| 20 feb.     | 3-15        | Garibaldi-Mens Sana Siena | 4-20          | 23 apr.       |
| 20 feb.     | 5-5         | Matera-Lucca              | 8-5           | 23 apr.       |
| 20 feb.     | 7-3         | Molfetta-Grosseto         | 3-6           | 23 apr.       |
| 20 feb.     | 16-3        | Roll Prato-Riachuelo      | 16-10         | 23 apr.       |
| 20 feb.     | 5-2         | Salerno-Croce Azzurra     | 7-4           | 23 apr.       |

| Andata (7ª) | Andata (7ª) | Settima giornata         | Ritorno (16ª) | Ritorno (16ª) |
|             |             |                          |               |               |
| 27 feb.     | 8-7         | Croce Azzurra-Roll Prato | 8-9           | 30 apr.       |
| 27 feb.     | 5-2         | Lucca-Salerno            | 7-9           | 30 apr.       |
| 27 feb.     | 6-4         | Mens Sana Siena-Matera   | 8-2           | 30 apr.       |
| 27 feb.     | 16-1        | Molfetta-Garibaldi       | 10-3          | 30 apr.       |
| 27 feb.     | 7-16        | Riachuelo-Grosseto       | 3-6           | 30 apr.       |

| Andata (8ª) | Andata (8ª) | Ottava giornata         | Ritorno (17ª) | Ritorno (17ª) |
|             |             |                         |               |               |
| 5 mar.      | 0-2         | Croce Azzurra-Riachuelo | 8-9           | 7 mag.        |
| 5 mar.      | 3-6         | Grosseto-Roll Prato     | 7-9           | 7 mag.        |
| 5 mar.      | 4-4         | Lucca-Mens Sana Siena   | 3-5           | 7 mag.        |
| 5 mar.      | 2-8         | Matera-Molfetta         | 2-5           | 7 mag.        |
| 5 mar.      | 8-7         | Salerno-Garibaldi       | 4-4           | 7 mag.        |

| \| Andata (9ª) \| Andata (9ª) \| Nona giornata \| Ritorno (18ª) \| Ritorno (18ª) \| \| \| \| \| \| \| \| 12 mar. \| 5-5 \| Garibaldi-Croce Azzurra \| 5-6 \| 14 mag. \| \| 12 mar. \| 8-5 \| Mens Sana Siena-Grosseto \| 9-3 \| 14 mag. \| \| 12 mar. \| 4-3 \| Molfetta-Lucca \| 5-4 \| 14 mag. \| \| 12 mar. \| 6-14 \| Riachuelo-Matera \| 8-10 \| 14 mag. \| \| 12 mar. \| 0-2 \| Roll Prato-Salerno \| 9-9 \| 14 mag. \| |             |                          |               |               |
| Andata (9ª) | Andata (9ª) | Nona giornata            | Ritorno (18ª) | Ritorno (18ª) |
| |             |                          |               |               |
| 12 mar. | 5-5         | Garibaldi-Croce Azzurra  | 5-6           | 14 mag.       |
| 12 mar. | 8-5         | Mens Sana Siena-Grosseto | 9-3           | 14 mag.       |
| 12 mar. | 4-3         | Molfetta-Lucca           | 5-4           | 14 mag.       |
| 12 mar. | 6-14        | Riachuelo-Matera         | 8-10          | 14 mag.       |
| 12 mar. | 0-2         | Roll Prato-Salerno       | 9-9           | 14 mag.       |

### Libri
- FIHP, Comunicati ufficiali della stagione sportiva 1987-1988, conservati dalla Lega Nazionale Hockey su pista a Milano, Roma, FIHP, 1987 e 1988, decisioni del giudice unico supplente Dott. Proc. Mario De Angelis.